# Robert Kraft (écrivain)
Pour les articles homonymes, voir Robert Kraft et Kraft.
Emil Robert Kraft, né le 3 octobre 1869 à Leipzig et mort le 10 mai 1916  à Haffkrug, en province du Schleswig-Holstein, est un écrivain allemand de littérature populaire, auteur de plusieurs titres de romans fantastiques, romans policiers, récits d'aventures et d'anticipation. Il a utilisé au cours de sa carrière le pseudonyme d'Harry Drake.

## Biographie
Robert Kraft naît à Leipzig comme fils de négociant en vins. Ses parents divorcent rapidement et Robert Kraft enfant quitte souvent le domicile parental pour échapper à l'ambiance tendue qui y règne. Ses nombreuses absences lui valent d'être renvoyé du lycée. En 1887, son père l'oblige ensuite à suivre une formation de serrurier à la Königliche Höhere Gewerbeschule de Chemnitz.
En 1889, il vole à son père de l'argent, ce qui lui vaut une brève incarcération. À Hambourg, il s'engage sur le Shakespeare, un navire qui chavire sur les côtes du Groenland. Après son sauvetage, il sillonne le monde entier sur de nombreux autres navires pour finalement débarquer en 1890 en Égypte où il vit de petits travaux divers avec sa femme, une Égyptienne, dans le désert. Pour se rendre à Constantinople, il voyage comme passager clandestin sur un navire, mais tombe malade du choléra pendant la traversée.

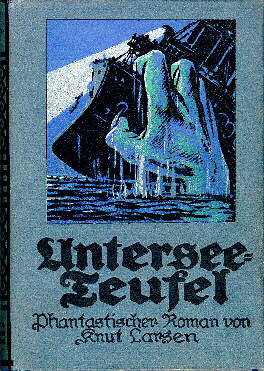
Untersee-Teufel. Phantastischer Roman von Knut Larsen/Robert Kraft (1918)

Le consulat d'Allemagne à Constantinople exige de lui qu'il accomplisse le plus rapidement possible son service militaire. C'est ainsi qu'il se retrouve à Wilhelmshaven et sert pendant trois ans dans la marine impériale. Robert Kraft raconte alors avoir passé le plus clair de son temps à lire les livres retirés des bibliothèques des navires de la marine dans un entrepôt. Puis il repart en Égypte où il travaille comme chasseur du désert. Dans le désert de Libye, il rencontre des derviches Rifai qui l'initient aux phénomènes surnaturels. Dans le même temps, il comprend qu'il n'est pas fait pour une vie faite d'aventures, loin de toute civilisation.
Après l'échec d'une tentative de réconciliation avec son père, il part pour Londres où il épouse Johanna Rehbein qui lui donne deux filles. Des gens de son entourage le mettent en contact avec les éditions Münchmeyer de Dresde pour le compte desquelles il écrit des romans de colportage. Le contrat avec l'éditeur le ramène en Allemagne en 1896.
Au décès de son père quelque temps plus tard, il hérite d'une fortune confortable et emmène sa famille en 1902 à Monte-Carlo, puis à Londres, et dilapide sa fortune en une seule année. De nouveau sans un sou en poche, il rejoint l'Allemagne pour écrire des romans populaires et s'installe à Klein-Zschachwitz, dans les environs de Dresde, puis à Berlin-Friedrichshagen, à Bad Schandau, et de nouveau Dresde avant de terminer sa course à Hambourg.
Robert Kraft meurt le 10 mai 1916, à l'âge de 46 ans, à Haffkrug, des suites de maux d'estomac. Son épouse et ses deux filles se retrouvent sans argent.

## Œuvres traduites en français
De Robert Kraft n'existe en français qu'une seule œuvre, un roman-feuilleton amorcé en 1911.
- Atalanta. La femme énigmatique, roman en fascicules, adapté de l'allemand par Jean Petithuguenin, Eichler, 1912-1913.

La parution de ce long roman à épisodes débute le 4 septembre 1912 et se termine le 11 juin 1913. Chaque fascicule compte trente-deux pages et coûte dix centimes. Le roman se compose de 80 livraisons.

## Œuvres
La bibliographie sommaire qui suit présente les œuvres de Robert Kraft dans l'ordre de leur première parution, mais ne mentionne pas les rééditions :

### Romans
- 1895 : Guten Morgen, Vielliebchen, humoresque (Bonjour, ma bien-aimée)
- 1895 : Fünf Wochen in der Heilsarmee, récit autobiographique (Cinq semaines dans l'armée du salut)
- 1895 : Santa Madonna. Nach einem englischen Detektiv, récit (Santa Madonna. D'après un détective anglais)
- 1895 : Japanische Matrosen (Des marins japonais)
- 1895 : Die Vestalinnen oder Eine Reise um die Erde. Abenteuer zu Wasser und zu Lande. Erzählt nach eigenen Erlebnissen, roman (Les Vestales ou un voyage autour de la Terre. Aventures sur mer et sur terre.)
- 1896 : Das Mädchen aus der Fremde (La jeune étrangère)
- 1896 : Der Medizinmann, récit (Le medecineman)
- 1896 : Ein geheimnißvolles Räthsel (Une énigme bien mystérieuse)
- 1895/97 : Aus Londons dunklen Gassen (Dans les ruelles sombres de Londres)
- 1895/97 : Das Pilgerschiff  (Le vaisseau pèlerin) également paru sous le titre Das Totenschiff (Le vaisseau fantôme)
- 1895/97 : Topsi. Ein Erlebnis aus Aegypten (Topsi. Une aventure égyptienne), nouvelle également parue sous le titre Nur eine Negerin (Une simple négresse)
- 1895/97 : Die barmherzige Schwester (La sœur charitable)
- 1895/97 : Wir winden dir den Jungfernkranz (Nous te tressons la couronne des )
- 1897 : Eine englische Wette, récit (Un pari anglais)
- 1898 : Vier Frauen und nur ein Mann, roman (Quatre femmes et un seul homme), Pseudonyme : Dr. Warner
- 1898 : Ein stummes Opfer. Erzählung aus dem indischen Aufstande (Une offrande silencieuse. Récit d'une révolte indienne)
- 1898 : Ideenaneignung, article de journal (Appropriations d'idées)
- 1898 : Um die Erde in Aus allen Welttheilen. Aus dem Leben eines deutsch-amerikanischen Reporters des Grafen Leo v. Hagen, récits (Autour de la Terre dans Sur tous les continents. Moments de la vie d'un reporter germano-américain, du comte Léo von Hafen)
- 1898 : Das Nebelschiff (Le vaisseau de brume) in Aus allen Welttheilen. Aus dem Leben eines deutsch-amerikanischen Reporters des Grafen Leo v. Hagen
- 1898 : Die schwimmende Insel (L'Île flottante) in Aus allen Welttheilen. Aus dem Leben eines deutsch-amerikanischen Reporters des Grafen Leo v. Hagen
- 1898 : Yermak der Kosakenhauptmann (Yermak le capitaine cosaque) in Aus allen Welttheilen. Aus dem Leben eines deutsch-amerikanischen Reporters des Grafen Leo v. Hagen
- 1898 : Der Waldteufel (Le diable de la forêt) in Aus allen Welttheilen. Aus dem Leben eines deutsch-amerikanischen Reporters des Grafen Leo v. Hagen
- 1899 : Die Katzenfarm. Eine amerikanische Reiseerinnerung, récit (La ferme des chats. Un souvenir de voyage en Amérique)
- 1899 : Der Stern des Heils. Weihnachtsgeschichte aus dem Seemannsleben, récit (L'étoile du salut. Une histoire de Noël tirée de la vie d'un marin)
- 1899 : Das Schwert des Damokles, roman (L'épée de Damoclès)
- 1899 : Schwimmunterricht bei der kaiserlichen Marine (Cours de natation dans la marine impériale)
- 1899 : Die Traum-Apotheke oder: Die Kunst, sich auf ganz harmlose Weise Träume zu erzeugen und ihren Inhalt nach Willkür zu bestimmen, nouvelle (La pharmacie du rêve ou l'art de produire des rêves de manière tout à fait anodine et d'en définir le contenu à volonté),

### Romans publiés sous le pseudonyme de Harry Drake
- 1900 : Im Weißen Roß, récit (Au cheval blanc)
- 1900 : Ein Abenteuer in den deutschen Colonien, (Une aventure dans les colonies allemandes) récit
- 1901 : Ungleiche Naturen, roman (Des natures très différentes)
- 1901 : Aberglauben im modernen England. Eine kulturhistorische Skizze (Superstition dans l'Angleterre moderne. Une esquisse de l'histoire des civilisations.)
- 1901 : D.D.
- 1901 : Die Seeschlange, récit (Le serpent de mer)
- 1901 : Das Glück von Colonrock oder Der Seehund und die kluge Frau (Le bonheur de Colonrock ou le chien de mer et la femme intelligente)
- 1901 : Der letzte Höhlenmensch (Le dernier homme des cavernes) in Aus dem Reiche der Phantasie. Erzählung für die reifere Jugend, nouvelles (Le monde imaginaire. Récits pour la jeunesse mûre)
- 1901 : Die Totenstadt (La ville des morts) in Aus dem Reiche der Phantasie. Erzählung für die reifere Jugend
- 1901 : Der rote Messias (Le Messie rouge) in Aus dem Reiche der Phantasie. Erzählung für die reifere Jugend
- 1901 : Die Weltallschiffer (Les navigateurs de  l'univers) in Aus dem Reiche der Phantasie. Erzählung für die reifere Jugend
- 1901 : Die verzauberte Insel (L'Île enchantée) in Aus dem Reiche der Phantasie. Erzählung für die reifere Jugend
- 1901 : Der König der Zauberer oder Im Lande des lebenden Todes (Le roi des mages ou Au pays de la mort vivante) in Aus dem Reiche der Phantasie. Erzählung für die reifere Jugend
- 1901 : Das Stahlroß (Le cheval d'acier) in Aus dem Reiche der Phantasie. Erzählung für die reifere Jugend
- 1901 : Die Ansiedlung auf dem Meeresgrunde (La colonie du fond des mers) in Aus dem Reiche der Phantasie. Erzählung für die reifere Jugend
- 1901 : Eine Nordpolfahrt (Une expédition au pôle nord) in Aus dem Reiche der Phantasie. Erzählung für die reifere Jugend
- 1901 : Die indischen Eskimos (Des esquimaux indiens) in Aus dem Reiche der Phantasie. Erzählung für die reifere Jugend
- 1902 : Der Schlüssel zum Paradies, roman (La clé du Paradis)
- 1902 : Die Nibelungen, roman en trois volumes (Les Nibelungen)
- 1902 : Erlebnisse eines dreizehnjährigen Knaben bis zum Jünglingsalter auf seinen Seereisen nach wahren Begebenheiten erzählt, roman (Aventures d'un jeune garçon de treize ans jusqu'à la fin de son adolescence lors de ses voyages en mer d'après des faits réels)
- 1902 : Jochen der Taugenichts oder Matrosenliebe zu Wasser und zu Lande, récit (Jochen le vaurien ou l'amour d'un marin sur mer et sur terre)
- 1902 : Atalanta, récit humoristique (Atalanta)
- 1902/03 : Ein moderner Lederstrumpf, roman (Un bas moderne)
- 1903 : Die Templer vom Ringe (Les Templiers de l'anneau. Roman sur la vie américaine en loge)
- 1903/04 : Sonnenkinder (Les enfants du soleil)
- 1904 : Drei helle Fenster, récit (Trois fenêtres lumineuses)
- 1904 : Schnelldampfer Mikrokosmos. Realistische Bordnovellen (Paquebot Microcosmos. Nouvelles de bord réalistes)
  - N° 1. I : Das Matrosenlied S. 01-32 (Le chant du matelot)
  - N° 2. II : Die neue Stewardess S. 01-32 (La nouvelle hôtesse)
  - N° 3. III : Der Quatermeister S. 01-32 (Le quartier-maître)
  - N° 4. IV : Im Zwischendeck S. 01-09, V Wie der Barbier seine Frau komprimiert S. 10-32 (À l'entre-pont)
  - N° 5. VI : Seelenwanderung im Kohlen-bunker S. 01-14, VII Ein Lebenslauf S. 15-32 (Migration des âmes dans le bunker à charbon)
  - N° 6. VIII : Metamorphosen S. 01-32 (Métamorphoses)
  - N° 7. IX : Die Camorra S. 01-32 (La camorra)
- 1904/06 : Detektiv Nobody's Erlebnisse und Reiseabenteuer, roman (Les aventures et les voyages du détective Nobody d'après ses carnets intimes)
- 1904 : Die Roulette. Realistische Novellen aus Monte Carlo (La roulette. Nouvelles réalistes de Monte Carlo)
- 1907 : Wir Seezigeuner. Erlebnisse des Steuermanns Richard Jansen aus Danzig. Nach seinen Aufzeichnungen bearbeitet, roman (Nous, les tziganes de la mer. Aventures du navigateur Richard Jansen de Dantzig. D'après ses notes)
- 1908 : Nächtliches Ahnen (Intuitions nocturnes) in Die Augen der Sphinx, romans et nouvelles en un volume
- 1908 : Im Panzerautomobil um die Erde (Dans une automobile blindée autour de la Terre), roman in Die Augen der Sphinx, romans et nouvelles en un volume
- 1908 : Die Rätsel von Garden Hall, roman (Les mystères de Garden Hall) in Die Augen der Sphinx romans et nouvelles en un volume
- 1909 : Die Wildschützen vom Kilimandscharo, roman d'aventures (Les chasseurs de gibier du Kilimanjaro) in Die Augen der Sphinx, romans et nouvelles en un volume
- 1909 : Der Herr der Lüfte (Le Seigneur des airs), roman fantastique in Die Augen der Sphinx
- 1909 : Das Hohelied der Liebe (Le cantique de l'amour), roman in Die Augen der Sphinx
- 1909 : Die Nihilit-Expedition, (À la recherche du nihilit) roman in Die Augen der Sphinx
- 1909 : Novacasas Abenteuer (Les aventures de Novacasa) roman in Die Augen der Sphinx, romans et nouvelles en un volume
- 1909 : Im Zeppelin um die Welt (En Zeppelin autour du monde), nouvelles
- 1909 : Der Graf von Saint-Germain (Le comte de Saint-Germain), roman
- 1910 : Wenn ich König wäre! (Si j'étais roi !), roman
- 1910 : Das Glück von Robin Hood (Le bonheur de Robin Hood), roman
- 1910 : Die Arbeiten des Herkules (Les travaux d'Hercule), roman
- 1910 : Im Aeroplan um die Erde (En aéroplane autour de la Terre), roman
- 1910 : Die neue Erde (La Nouvelle Terre), roman fantastique sur l'histoire mondiale
- 1910 : Das Seegespenst (Le spectre des mers), récit
- 1911 : Atalanta. Die Geheimnisse des Sklavensees (Atalanta. Les mystères du lac aux esclaves), roman à fascicules
- 1911 : Hokapoka duplikata in Atalanta
- 1911 : Wie Du Dich bettest, so wachst Du auf! (Comme tu te couches, tu te réveilles) in Atalanta
- 1911 : Die Dame ohne Erinnerung (La femme sans souvenirs) in Atalanta
- 1912 : Das Gauklerschiff. Die Irrfahrten der Argonauten (Le vaisseau des saltimbanques. Les pérégrinations des Argonautes), roman à fascicules
- 1912 : Wie ich als Schiffskoch fuhr (Comment j'ai voyagé comme cuisinier de bord) in Das Gauklerschiff
- 1912 : Die Geisterhand von Black Castle (La main du spectre de Black Castle) in Das Gauklerschiff
- 1912 : Der Hauptmann von Batavia (Le capitaine de Batavia) in Das Gauklerschiff
- 1912 : Der Teufel als Badegast (Le diable s'invite au bain) in Das Gauklerschiff
- 1913 : Das zweite Gesicht oder Die Verfolgung rund um die Erde (Le second visage ou La course-poursuite autour de la Terre), roman à fascicules
- 1913 : Auf der Kommandobrücke (Sur le pont), souvenirs
- 1913 : Unsere Hochzeitsnacht (Notre nuit de noces), récit
- 1913 : Der Sultan von Berlin (Le sultan de Berlin), récit
- 1913 : Das Brathuhn und die Zwiebeln (Le poulet grillé et les oignons), récit
- 1914 : Der schwedische Matrose (Le matelot suédois), récit
- 1914 : In Walhalla. Eine vision (Au Walhalla. Une vision)
- 1914 : Ein seltsamer Schuß. Skizze (Un tir étrange. Une esquisse)
- 1914 : Die Kriegskatze (Le chat de guerre), humoresque
- 1914 : Der Weihnachtsmann. Skizze (Le père Noël. Une esquisse)
- 1916 : Die Abgottschlange (L'idole-serpent), roman colonial avant le début de la guerre

### Publications posthumes
- 1918 Untersee-Teufel (Les diables sous-marins), roman fantastique
- 1927 Loke Klingsor der Mann mit den Teufelsaugen (Loke Klingsor, l'homme aux yeux démoniaques), roman
- 1976 Die Schatzkammer Pharaos (La chambre au trésor de Pharaon), nouvelle
- 1985 Mein Hans (Mon Hans)